# Daniel Tym

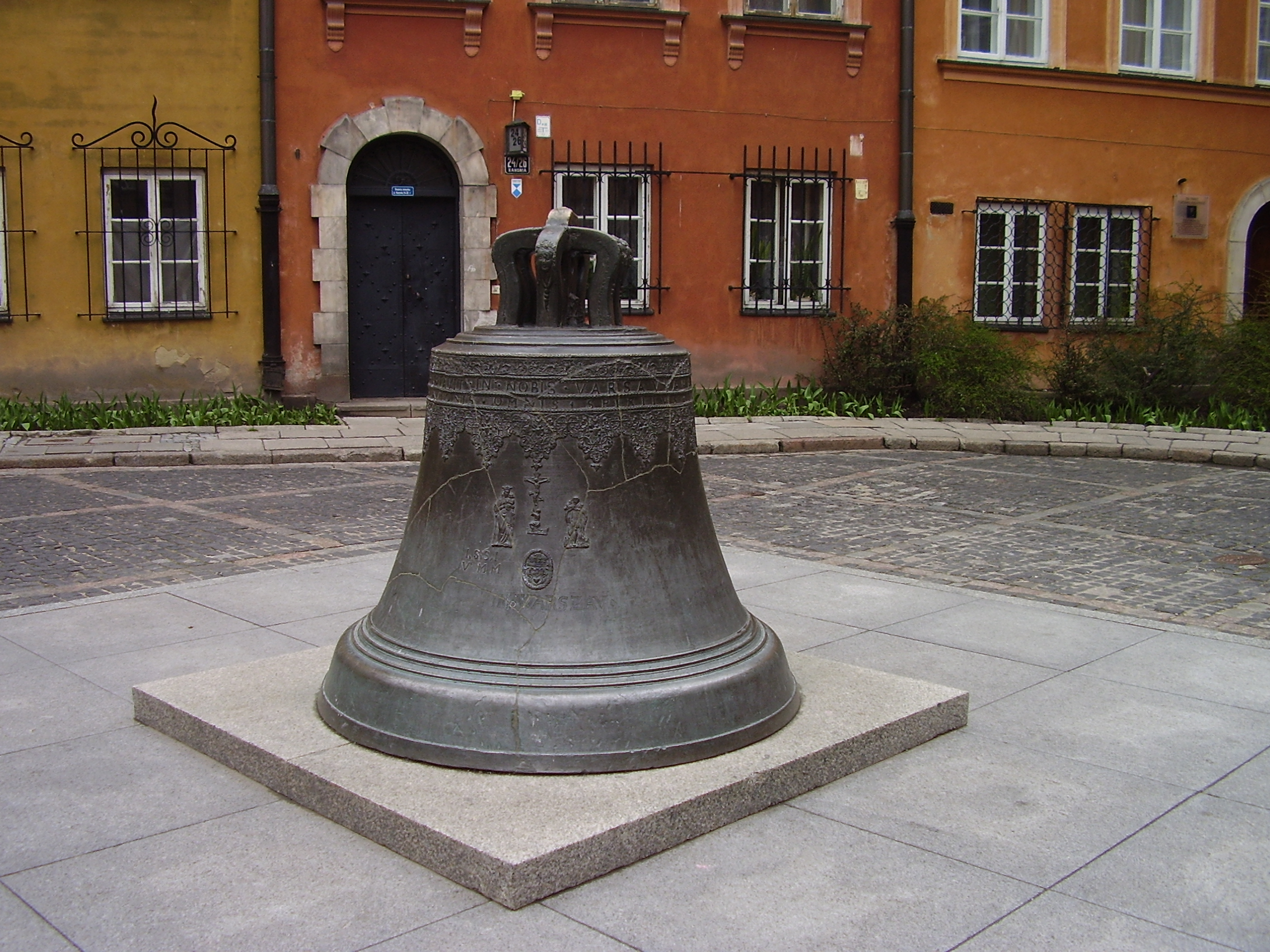
Dzwon na Kanonii

Daniel Tym (ur. w XVII wieku, zm. w XVII wieku) – gdański, a następnie warszawski ludwisarz, autor odlewu posągu i czterech tablic do Kolumny Zygmunta III Wazy w Warszawie.

## Życiorys
Najprawdopodobniej był gdańszczaninem i tam rozpoczął swoją pracę jako ludwisarz. Następnie przeniósł się do Warszawy i mieszkał koło Bramy Pobocznej. Od 1634 był kierownikiem odlewni królewskiej Władysława IV. Wykonywał odlewy dział i dzwonów, m.in. dzwonu znajdującego się obecnie na Kanonii. W 1644 wykonał odlewy z brązu figury (twórcą projektu był Clemente Molli), czterech tablic, orłów i pozostałych ozdób Kolumny Zygmunta III Wazy.